# Маруси
Маруси (на гръцки: Μαρούσι или Αμαρούσιο, или в катаревуса Αμαρούσιον) е град в Гърция и Община в Област Атика. Населението му е 72 333 жители (според данни от 2011 г.), а площта 12,938 кв. км. Намира се в часова зона UTC+2. Пощенският му код е 151 xx, телефонния 21, а МПС кода Z. Счита се за предградие на столицата Атина и е разположен в североизточната част на Атинския метрополен район.